# ۱۴۳ (فیلم)
«۱۴۳» (انگلیسی: 143 (film)) فیلمی در ژانر اکشن است که در سال ۲۰۰۴ منتشر شد.